# Fargo, North Dakota

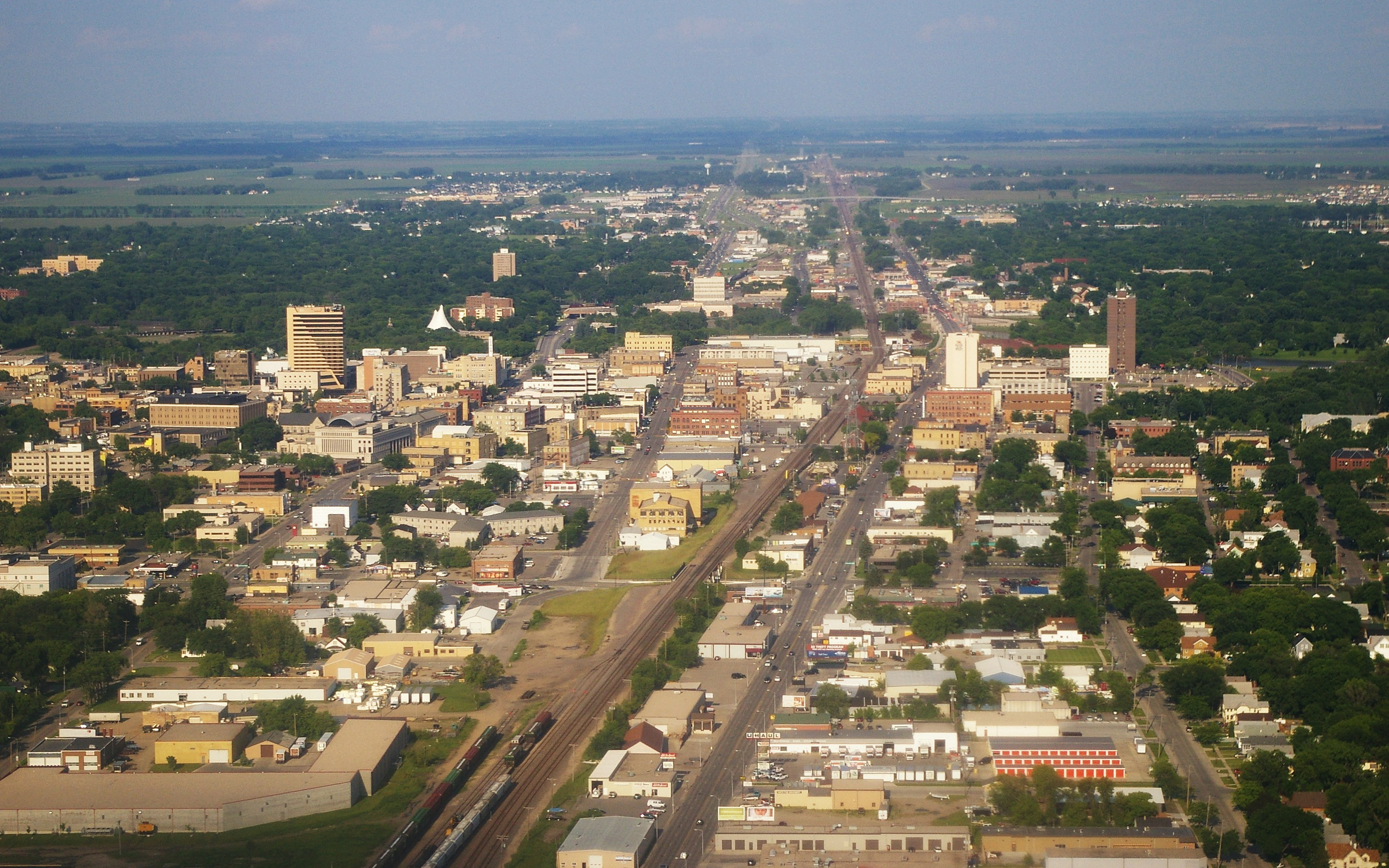

Fargo là thành phố lớn nhất của bang Bắc Dakota, quận lỵ của quận Cass. Fargo có dân số của thành phố là 105.549 người tại điều tra dân số Hoa Kỳ năm 2010. dân số vùng đô thị của là 208.777 người năm 2010. Fargo, cùng với thành phố Moorhead, Minnesota,West Fargo, Bắc Dakota và Dilworth, Minnesota, tạo thành trung tâm của khu vực thống kê đô thị Fargo-Moorhead, ND-MN.
Được thành lập năm 1871, Fargo là giao lộ của trung tâm kinh tế ở phía đông,Bắc Dakota và một phần tây bắc Minnesota. Fargo là một trung tâm chế tạo, văn hóa, y tế, giáo dục cho khu vực. Thành phố có Đại học bang Bắc Dakota.